# Сисачки партизански одред
Сисачки народноослободилачки партизански (НОП) одред формиран је 22. јуна 1941. године у селу Жабно код Сиска, по одлуци Окружног комитета Комунистичке партије Хрватске за Сисак.
Приликом формирања, одред је имао свега 39 бораца, углавном чланова Комунистичке партије Југославије с подручја Сиска. То је био први партизански одред формиран у окупираној Југославији.
Командант одреда био је Владо Јанић Цапо, народни херој. Неки од осталих оснивача одреда били су Маријан Цветковић, Мика Шпиљак, Нада Димић и Јанко Бобетко.

## Ратни пут одреда
Већ сутрадан после формирања, одред је извео диверзију на прузи између Сиска и Греде, након три дана порушио пругу између Цапрага и Сиска, а затим је организовао свој логор Жабинској шуми и дејствовао у рејону Сиска. Припадници одреда штампали су летке који су растурани по граду и околини. Преко ноћи нападали су непријатељске колоне из заседе, секли и рушили телефонске стубове и вршили диверзије на железничкој прузи. Због учесталих диверзија и дејстава одреда у непосредној близини Сиска и Загреба, 22. јула 1941. године пребачено је из Загреба у Сисак камионима око 500 усташа. Усташе су опколили логор одреда и извршили напад на делове одреда, који су се пробили у правцу села Железно и отпочели активност у срезу Велике Горице.
Почетком августа, одреду се прикључила једна група бораца из Сиска и известан број сељака, тако да је број бораца у њему износио око 60. Део одреда је 13. септембра упао у села Тополовац и Палањек, запленио 35 пушака и покидао ТТ-линије Сисак-Тополовац. Две чете домобрана, једна чета поглавникове бојнице, одељење коњице и усташко-домобранске посаде из Сиска, Петриње и Суње (око 650 усташа и домобрана) 20. септембра су опколиле шуме Залукињу, Брезовицу, Буковицу и Леклан у којој је тада био логор одреда. Доласком мрака, одред се повукао у правцу Сиска, па се затим између села Црнца и Цапрага пребацио чамцем преко Саве, а сутрадан се спојио у рејону Шамарице са банијским партизанима Васиља Гаћеше.
Ту је од Петрињског и Сисачког партизанског одреда формиран нов - Калински партизански одред, који је 26. септембра напао и ликвидирао жандармеријску станицу Мали Градац код Глине, а два дана касније ушао у састав Батаљона Команде рејона бр. 6. Кордуна и Баније, који је касније добио назив Шести батаљон Команде НОП одреда Кордуна и Баније.

## Наслеђе
Године 1990, дан формирања Сисачког партизанског одреда постао је нови празник Републике Хрватске, Дан антифашистичке борбе, заменивши дотадашњи Дан устанка народа Хрватске у Србу 27. јула.